# Rajd Francji 1977

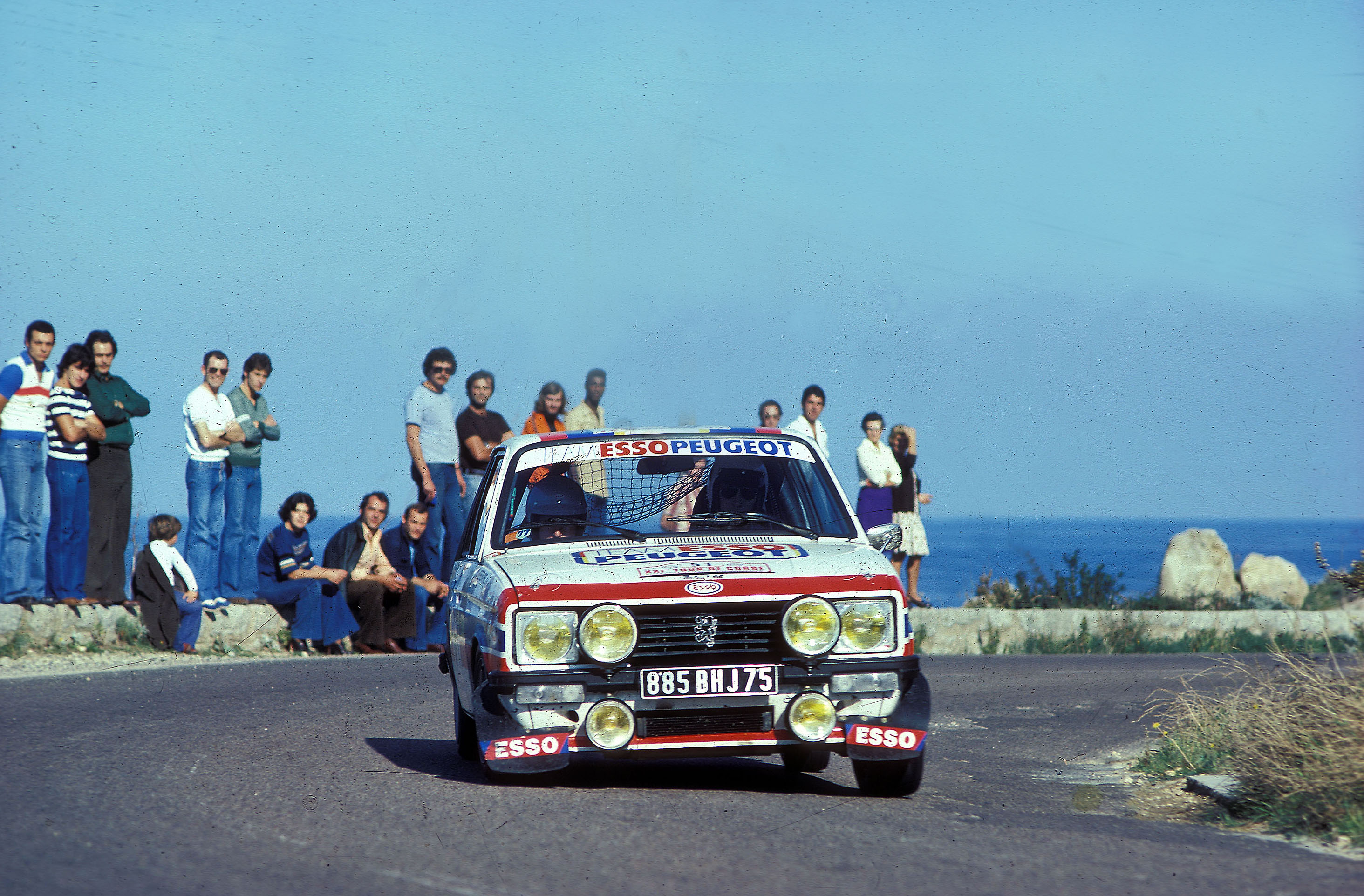
Francuska załoga Jean-Claude Lefèbvre i Jean Todt jadąca samochodem Peugeot 104 ZS podczas rajdu zajęła 10 miejsce

Rajd Korsyki 1977 - Rajd Francji (21. Tour de Corse - Rallye de France) – 21 Rajd Korsyki rozgrywany we Francji w dniach 5-6 listopada. Była to dziesiąta runda Rajdowych Mistrzostw Świata w roku 1977. Rajd został rozegrany na asfalcie. Baza imprezy była zlokalizowana we Francji na Korsyce w miejscowości Ajaccio.

## Wyniki końcowe rajdu[1]
| Msc. | Kierowca             | Pilot               | Samochód          | Czas    | Strata | Grupa | Pkt zespół | Pkt kierowca |
| ---- | -------------------- | ------------------- | ----------------- | ------- | ------ | ----- | ---------- | ------------ |
| 1    | Bernard Darniche     | Alain Mahé          | Fiat 131 Abarth   | 8:13.40 | 0.0    | 4     | 10+8       | 9            |
| 2.   | Raffaele Pinto       | Arnaldo Bernacchini | Lancia Stratos HF | 8:17.07 | +3.27  | 4     | 9+7        | 6            |
| 3.   | Fulvio Bacchelli     | Bruno Scabini       | Fiat 131 Abarth   | 8:24.07 | +10.27 | 4     |            | 4            |
| 4.   | Tony Carello         | Maurizio Perissinot | Lancia Stratos HF | 8:25.02 | +11.22 | 4     |            | 3            |
| 5.   | Francis Vincent      | Francis Calvier     | Fiat 131 Abarth   | 8:30.01 | +16.21 | 4     |            | 2            |
| 6.   | Jacques Alméras      | 'Tilber'            | Porsche 911       | 8:34.24 | +20.44 | 4     | 5+3        | 1            |
| 7.   | Maurizio Verini      | Ninni Russo         | Fiat 131 Abarth   | 8:49.58 | +36.18 | 4     |            |              |
| 8.   | Michèle Mouton       | Françoise Conconi   | Fiat 131 Abarth   | 8:50.48 | +37.08 | 4     |            |              |
| 9.   | Gérard Swaton        | Bernard Cordesse    | Porsche 911       | 8:58.39 | +44.59 | 3     |            |              |
| 10.  | Jean-Claude Lefèbvre | Jean Todt           | Peugeot 104 ZS    | 8:59.01 | +45.21 | 2     | 1+8        |              |

## Punktacja

### Klasyfikacja producentów
| Lp | Producent | Pkt.      |
| -- | --------- | --------- |
| 1  | Fiat      | 136 (148) |
| 2  | Ford      | 124       |
| 3  | Opel      | 64        |
| 4  | Lancia    | 60        |
| 5  | Toyota    | 52        |

- Uwaga: Tabela obejmuje tylko pięć pierwszych miejsc.

### Klasyfikacja  FIA Cup for Rally Drivers
| Lp | Producent           | Pkt. |
| -- | ------------------- | ---- |
| 1  | Sandro Munari       | 31   |
| 2  | Bernard Darniche    | 27   |
| 3  | Björn Waldegård     | 21   |
| 4  | Jean-Claude Andruet | 18   |
| 5  | Ari Vatanen         | 15   |
| 5  | Timo Salonen        | 15   |
| 5  | Simo Lampinen       | 15   |
| 5  | Rauno Aaltonen      | 15   |
| 5  | Michèle Mouton      | 15   |

- Uwaga: Tabela obejmuje tylko pięć pierwszych miejsc.